# Гібралтарська протока

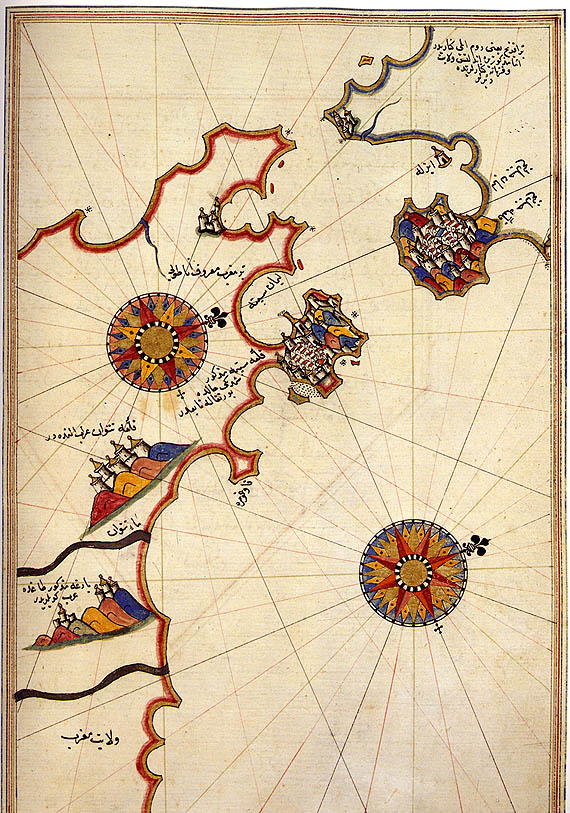
Історична мапа Гібралтарської протоки Пірі-реїса

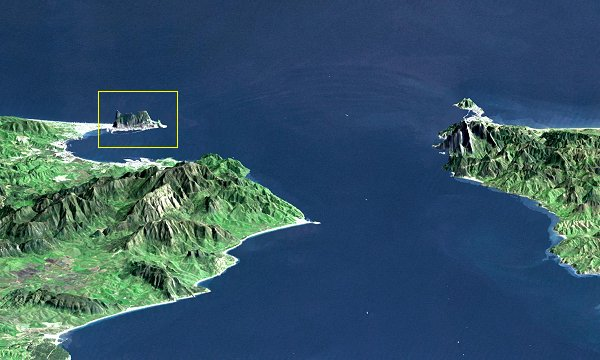
Тривимірна модель ландшафту узбережжя Гібралтарської протоки, вертикальний масштаб перевищено, Гібралтарська скеля обведена прямокутником

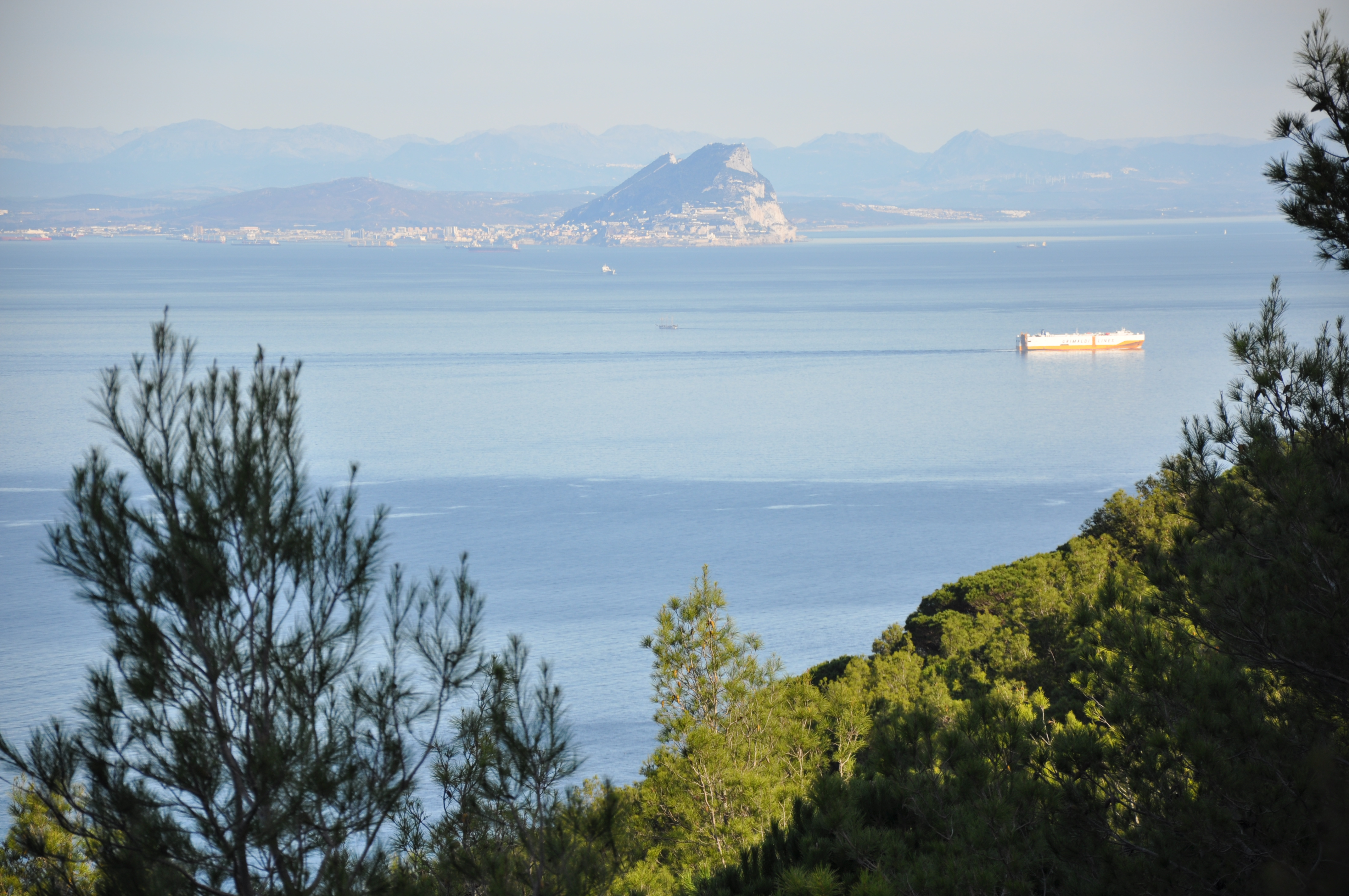
Вид на Гібралтарську протоку із Сеути

Гібралта́рська прото́ка (англ. Strait of Gibraltar, ісп. Estrecho de Gibraltar, араб. مضيق جبل طارق) — відокремлює Європу від Африки та з'єднує Атлантичний океан і Середземне море. На північному березі протоки знаходяться Іспанія та володіння Великої Британії Гібралтар, на південному Марокко та іспанське місто Сеута. Ширина протоки 14—44 км; глибина на фарватері 300 і 900 м.
Назва протоки походить з арабської: Джебель Тарік тобто Скеля Тарік, на честь мусульманського завойовника Тарік ібн Зіяда. Хоча іноді в арабських джерелах протоку називають Баб ель-Закат («Брама Милосердя»).
По берегах Гібралтарської протоки розташовані обривисті скельні масиви Гібралтарська скеля на півночі та Джебель-Муса на півдні, які в давнину називалися Геракловими або Геркулесовими стовпами  (грец. Ηράκλειες Στήλες, лат. Columnae Herculis). Геркулесові стовпи позначали західний кордон класичного світу. Протока, що має велике стратегічне й економічне значення, була використана багатьма першими мореплавцями в їх подорожах через Атлантику і зараз має життєво важливе значення для Південної Європи, Північної Африки та Західної Азії як транспортний коридор. Велика частина історії Гібралтару — це суперництво між країнами за контроль над Гібралтарською протокою.
На іспанському боці протоки створено заповідник Національний парк Естрехо (ісп. Parque Natural del Estrecho).

## Межі
Міжнародна гідрографічна організація встановила межі протоки:
- на заході: лінія від мису Трафальгар до мису Спартель (Ашакар),
- на сході: лінія від мису Європа (Гібралтар) до півострова Альміна (Сеута) (35°54′ пн. ш. 5°18′ зх. д. / 35.900° пн. ш. 5.300° зх. д.).

## Стратегічне значення
Через своє зручне географічне розташування Гібралтарська протока має велике економічне та стратегічне значення, перебуває під контролем англійської фортеці та військово-морської бази Гібралтар. У районі протоки розташовані іспанські порти Сеута, Ла-Лінеа, Альхесірас, а також марокканський Танжер.
Щодня через протоку проходять понад 300 торговельних суден. Для захисту морських ссавців в протоці урядом Іспанії запровадженні обмеження для суден — максимальна швидкість 13 вузлів (24 км/год).

## Геологія
Приблизно 5,9 млн років тому з'єднання між Середземним морем і Атлантичним океаном вздовж Бетської та Рифської проток було поступово обмежено до повного закриття, що призвело до збільшення солоності у Середземному морі й осадження гіпсу і солей під час Мессінської соленосної кризи, що призвело до створення родовищ солі та гіпсу до 2 км завтовшки. 5,33 млн років тому було відновлено сполучення Середземноморського басейну й Атлантики через Гібралтарську протоку під час Занклійської повені, яка залишається наразі відкритою. Сьогодні Африканська плита прямує на північ зі швидкістю 2 см/рік, що врешті-решт призведе до закриття Гібралтарської протоки через декілька мільйонів років.

## Комунікації
Протока є важливим судноплавним маршрутом із Середземномор'я до Атлантики. Пороми курсують між берегами Іспанії та Марокко через протоку, а також між Іспанією і Сеутою та Гібралтаром і Танжером.

### ПроєктАтлантропа
Наприкінці 1920-х років німецький архітектор Герман Зергель пропонував перегородити Гібралтарську протоку греблею і побудувати потужну ГЕС, а другою дамбою — перекрити Дарданелли. У результаті рівень води в Середземному морі знизився б приблизно на 100 метрів і площа суші збільшилася б на 600 тис. км². Таким чином передбачалося не тільки отримувати електроенергію в достатку, а й подавати опріснену морську воду в Сахару, щоб вона стала придатна для ведення сільського господарства. Європа й Африка стали б одним континентом — Атлантропою.

### Тунель через протоку
У грудні 2003 року Іспанія та Марокко домовилися розглянути можливість будівництва підводного залізничного тунелю для з'єднання своїх залізничних систем. Пропонована ширина колії — стандартна.

## Приплив і відплив
У Гібралтарській протоці на різній глибині течія направлена в протилежні сторони. Поверхнева течія, направлена в Середземне море, надходить у середньому за рік 55 198 км³ атлантичної води (середня температура +17 °C, солоність вище 36 ‰). У глибинній течії, направленій в Атлантичний океан, протягом року проходить 51 886 км³ середземноморської води (середня температура +13,5 °C, солоність 38 ‰). Різниця в 3312 км³ обумовлена переважно випаровуванням із поверхні Середземного моря.